# Powstanie w Prättigau (1622)
Powstanie w Prättigau – konflikt, który wybuchł w 1622 roku pomiędzy powstańcami z Kantonu Graubünden a wojskami Habsburgów w trakcie walk w Gryzonii toczonych w ramach Wojny trzydziestoletniej
Konflikt w Kantonie Graubünden (tzw. Bündner Wirren) toczyły w latach 1618–1639 wojska francusko-weneckie z siłami hiszpańsko-austriackimi. Celem obu stron była kontrola przełęczy alpejskich w rejonie oraz niedopuszczenie do interwencji sąsiednich kantonów szwajcarskich co miało już miejsce w roku 1620 (Bitwa pod Tirano).
Od roku 1477 Prättigau oraz Montafon znajdowały się pod panowaniem Habsburgów. W roku 1619 krótko po wybuchu wojny trzydziestoletniej Austriacy podjęli próbę przejęcia kontroli nad przełęczą Graubünden będącą ważnym punktem komunikacyjnym z północy na południe. Po zajęciu przełęczy, Habsburgowie wprowadzili embargo na pozostałych obszarach protestanckich. Jesienią 1621 r. nastąpił atak wojsk austriackich na Graubünden ze wszystkich stron. Wkrótce Habsburgowie opanowali całą Gryzonię.
W kwietniu 1622 r. głównodowodzący siłami hiszpańskich Habsburgów Alois Baldiron podjął próby siłowego zmuszenia protestantów do przyjęcia wiary katolickiej, co spowodowało wybuch powstania w Prättigau w niedzielę palmową 24 kwietnia. W przeciągu kilku zaledwie tygodni powstańcom udało się wypędzić Hiszpanów i Austriaków z całego regionu. W Seewis zamordowano znienawidzonego kapłana Zakonu Kapucynów Fidelisa. Po oswobodzeniu swoich terenów powstańcy w dniu 4 lipca zaatakowali sąsiednią gminę katolicką Montafon, docierając aż do Vandans. Po doszczętnym splądrowaniu całej okolicy i uprowadzeniu setek sztuk bydła przez powstańców, mieszkańcy Montafon nie byli już zdolni do dalszej walki z protestantami.
We wrześniu 1622 r. Baldiron na czele regimentu liczącego 10 000 ludzi rozpoczął kolejną kampanię ostatecznie zdobywając Unterengadin, Davos oraz Prättigau. W wyniku tego ataku liczne wioski gryzońskie puszczono z dymem. Dnia 30 września powstańcy zawarli z arcyksięciem Leopoldem V von Österreich-Tirol układ pokojowy w Lindau, na mocy którego sporne tereny przeszły ponownie pod panowanie Habsburgów. W wielu miejscowościach Kantonu Graubünden ponownie wprowadzono wiarę katolicką, postawiono też wiele nowych klasztorów oraz kościołów.

## Literatura
- Friedrich Pieth: «Die Schweiz im Dreissigjährigen Kriege 1618–1648». In: Schweizer Kriegsgeschichte, Heft 6. Ernst Kuhn, Bern 1916. S. 61–104.
- Friedrich Pieth: Bündnergeschichte. Schuler, Chur 1945.
- Peter Stadler: Das Zeitalter der Gegenreformation. In: Handbuch der Schweizer Geschichte. Bd. 1. Berichthaus, Zürich 1972, S. 571–672.
- Andreas Wendland: Der Nutzen der Pässe und die Gefährdung der Seelen. Spanien, Mailand und der Kampf ums Veltlin (1620–1641). Zürich 1995. ISBN 3-905311-65-8.